# Eutaenia oberthuri
Eutaenia oberthuri là một loài bọ cánh cứng trong họ Cerambycidae.